# Sibynophiinae
Sibynophiinae – podrodzina węży z rodziny połozowatych (Colubridae).

## Zasięg występowania
Podrodzina obejmuje gatunki występujące w Ameryce i Azji.   

## Podział systematyczny
Do podrodziny zaliczanych jest 14 gatunków zgrupowanych w 3 rodzajach:
- Colubroelaps Orlov, Kharin, Ananjeva, Nguyen & Nguyen, 2009
- Scaphiodontophis Taylor & H.M. Smith, 1943
- Sibynophis Fitzinger, 1843